# Campionato FIA di Formula Regional delle Americhe 2024
Il Campionato FIA di Formula Regional delle Americhe 2024 è la settima edizione del Campionato FIA di Formula Regional delle Americhe.

## Calendario
Il calendario della stagione 2024 è stato annunciato il 4 ottobre 2023 con il numero di gare che viene aumentato dalla stagione precedente, passando da 18 a 19 gare. Viene inoltre disputato un evento ad inviti non valido per le sorti del campionato al Circuito di Laguna Seca.
Viene confermata come tappa iniziale del campionato il NOLA Motorsports Park di Avondale in Louisiana, come sesta tappa si avrà Canadian Tire Motorsport Park unica gara al di fuori degli Stati Uniti mentre il round finale si svolgerà Circuito delle Americhe.
| Round | Round | Circuito                                   | Data                   | Evento di supporto                                                                      |
| ----- | ----- | ------------------------------------------ | ---------------------- | --------------------------------------------------------------------------------------- |
| 1     | G1    | NOLA Motorsport Park, Avondale             | 13 aprile              | SVRA Sprint Series Trans-Am Series TA2 Series Ligier JS F4 Series                       |
| 1     | G2    | NOLA Motorsport Park, Avondale             | 14 aprile              | SVRA Sprint Series Trans-Am Series TA2 Series Ligier JS F4 Series                       |
| 1     | G3    | NOLA Motorsport Park, Avondale             | 14 aprile              | SVRA Sprint Series Trans-Am Series TA2 Series Ligier JS F4 Series                       |
| 2     | G1    | Road America, Elkhart Lake                 | 18 maggio              | Road America SpeedTour SVRA Sprint Series Formula 4 US Championship Ligier JS F4 Series |
| 2     | G2    | Road America, Elkhart Lake                 | 18 maggio              | Road America SpeedTour SVRA Sprint Series Formula 4 US Championship Ligier JS F4 Series |
| 2     | G3    | Road America, Elkhart Lake                 | 19 maggio              | Road America SpeedTour SVRA Sprint Series Formula 4 US Championship Ligier JS F4 Series |
| 3     | G1    | Indianapolis Motor Speedway, Speedway      | 15 giugno              | Indy SpeedTour SVRA Sprint Series Porsche GT3 Cup Trophy USA Formula First USA          |
| 3     | G2    | Indianapolis Motor Speedway, Speedway      | 16 giugno              | Indy SpeedTour SVRA Sprint Series Porsche GT3 Cup Trophy USA Formula First USA          |
| 3     | G3    | Indianapolis Motor Speedway, Speedway      | 16 giugno              | Indy SpeedTour SVRA Sprint Series Porsche GT3 Cup Trophy USA Formula First USA          |
| 4     | G1    | Mid-Ohio Sports Car Course, Lexington      | 22 giugno              | SVRA Sprint Series Formula 4 US Championship Ligier JS F4 Series Trans-Am Series        |
| 4     | G2    | Mid-Ohio Sports Car Course, Lexington      | 23 giugno              | SVRA Sprint Series Formula 4 US Championship Ligier JS F4 Series Trans-Am Series        |
| 5     | G1    | New Jersey Motorsports Park, Millville     | 25-28 luglio           | SVRA Sprint Series Formula 4 US Championship Ligier JS F4 Series                        |
| 5     | G2    | New Jersey Motorsports Park, Millville     | 25-28 luglio           | SVRA Sprint Series Formula 4 US Championship Ligier JS F4 Series                        |
| 5     | G3    | New Jersey Motorsports Park, Millville     | 25-28 luglio           | SVRA Sprint Series Formula 4 US Championship Ligier JS F4 Series                        |
| 6     | G1    | Canadian Tire Motorsport Park, Bowmanville | 29 agosto-1º settembre | Formula 4 US Championship                                                               |
| 6     | G2    | Canadian Tire Motorsport Park, Bowmanville | 29 agosto-1º settembre | Formula 4 US Championship                                                               |
| 6     | G3    | Canadian Tire Motorsport Park, Bowmanville | 29 agosto-1º settembre | Formula 4 US Championship                                                               |
| 7     | G1    | Circuito delle Americhe, Austin            | 31 ottobre-3 novembre  | SVRA Sprint Series Formula 4 US Championship                                            |
| 7     | G2    | Circuito delle Americhe, Austin            | 31 ottobre-3 novembre  | SVRA Sprint Series Formula 4 US Championship                                            |

## Team e piloti
| Team                       | #  | Piloti              | Gare      |
| -------------------------- | -- | ------------------- | --------- |
| Jensen Global Advisors     | 1  | Theodor Jensen      | 3         |
| Jensen Global Advisors     | 1  | Jade Pollack        | 7         |
| Crosslink Kiwi Motorsports | 6  | Nicole Havrda       | Tutte     |
| Crosslink Kiwi Motorsports | 14 | Alex Benavitz       | 1         |
| Crosslink Kiwi Motorsports | 24 | Kevin Janzen        | 1-4, 6-7  |
| Crosslink Kiwi Motorsports | 25 | Ricco Shlaimoun     | Tutte     |
| Crosslink Kiwi Motorsports | 27 | Patrick Woods-Toth  | 1-6       |
| Crosslink Kiwi Motorsports | 31 | Titus Sherlock      | Tutte     |
| Crosslink Kiwi Motorsports | 66 | Ryan Shehan         | 1-4       |
| Crosslink Kiwi Motorsports | 73 | Landan Matriano Lim | Tutte     |
| Crosslink Kiwi Motorsports | 02 | Jett Bowling        | Tutte     |
| DD Autosport               | 11 | Cole Kleck          | 1, 7      |
| Speed Factory              | 17 | Justin Garat        | 1-5       |
| IGY6 Motorsports           | 3  | Bruno Ribeiro       | 7         |
| IGY6 Motorsports           | 22 | Hayden Bowlsbey     | Tutte     |
| Velox USA                  | 55 | Nicolas Ambiado     | 1-5, 7    |
| Atlantic Racing Team       | 77 | James Lawley        | Tutte     |
| Momentum Motorsports       | 07 | Anthony Autiello    | 1, 3, 6-7 |

## Risultati
| Round | Round | Circuito                                   | Data         | Pole Position      | Giro Veloce        | Vincitore          | Team vincitore             | Nota   |
| ----- | ----- | ------------------------------------------ | ------------ | ------------------ | ------------------ | ------------------ | -------------------------- | ------ |
| 1     | G1    | NOLA Motorsport Park, Avondale             | 13 aprile    | Patrick Woods-Toth | Cole Kleck         | Cole Kleck         | DD Autosport               | [ 11 ] |
| 1     | G2    | NOLA Motorsport Park, Avondale             | 14 aprile    |                    | Ryan Shehan        | Patrick Woods-Toth | Crosslink Kiwi Motorsports | [ 12 ] |
| 1     | G3    | NOLA Motorsport Park, Avondale             | 14 aprile    |                    | Patrick Woods-Toth | Ryan Shehan        | Crosslink Kiwi Motorsports | [ 13 ] |
| 2     | G4    | Road America, Elkhart Lake                 | 18 maggio    | Patrick Woods-Toth | Patrick Woods-Toth | Patrick Woods-Toth | Crosslink Kiwi Motorsports | [ 14 ] |
| 2     | G5    | Road America, Elkhart Lake                 | 18 maggio    |                    | Titus Sherlock     | Titus Sherlock     | Crosslink Kiwi Motorsports | [ 15 ] |
| 2     | G6    | Road America, Elkhart Lake                 | 19 maggio    |                    | Titus Sherlock     | Titus Sherlock     | Crosslink Kiwi Motorsports | [ 16 ] |
| 3     | G7    | Indianapolis Motor Speedway, Speedway      | 15 giugno    | Patrick Woods-Toth | Patrick Woods-Toth | Patrick Woods-Toth | Crosslink Kiwi Motorsports | [ 17 ] |
| 3     | G8    | Indianapolis Motor Speedway, Speedway      | 16 giugno    |                    | Patrick Woods-Toth | Ryan Shehan        | Crosslink Kiwi Motorsports | [ 18 ] |
| 3     | G9    | Indianapolis Motor Speedway, Speedway      | 16 giugno    |                    | Patrick Woods-Toth | Patrick Woods-Toth | Crosslink Kiwi Motorsports | [ 19 ] |
| 4     | G10   | Mid-Ohio Sports Car Course, Lexington      | 22 giugno    | Patrick Woods-Toth | Nicolas Ambiado    | Ryan Shehan        | Crosslink Kiwi Motorsports | [ 20 ] |
| 4     | G11   | Mid-Ohio Sports Car Course, Lexington      | 23 giugno    |                    | Patrick Woods-Toth | Ryan Shehan        | Crosslink Kiwi Motorsports | [ 21 ] |
| 5     | G12   | New Jersey Motorsports Park, Millville     | 27 luglio    | Patrick Woods-Toth | Nicolas Ambiado    | Titus Sherlock     | Crosslink Kiwi Motorsports | [ 22 ] |
| 5     | G13   | New Jersey Motorsports Park, Millville     | 28 luglio    |                    | Nicolas Ambiado    | Nicolas Ambiado    | Velox USA                  | [ 23 ] |
| 5     | G14   | New Jersey Motorsports Park, Millville     | 28 luglio    |                    | Nicolas Ambiado    | Patrick Woods-Toth | Crosslink Kiwi Motorsports | [ 24 ] |
| 6     | G15   | Canadian Tire Motorsport Park, Bowmanville | 30 agosto    | Patrick Woods-Toth | Patrick Woods-Toth | Patrick Woods-Toth | Crosslink Kiwi Motorsports | [ 25 ] |
| 6     | G16   | Canadian Tire Motorsport Park, Bowmanville | 31 agosto    |                    | Patrick Woods-Toth | Patrick Woods-Toth | Crosslink Kiwi Motorsports | [ 26 ] |
| 6     | G17   | Canadian Tire Motorsport Park, Bowmanville | 1º settembre |                    | Patrick Woods-Toth | Patrick Woods-Toth | Crosslink Kiwi Motorsports | [ 27 ] |
| 7     | G18   | Circuito delle Americhe, Austin            | 1º novembre  | Titus Sherlock     | Titus Sherlock     | Titus Sherlock     | Crosslink Kiwi Motorsports | [ 28 ] |
| 7     | G19   | Circuito delle Americhe, Austin            | 2 novembre   |                    | Bruno Ribeiro      | Bruno Ribeiro      | IGY6 Motorsports           | [ 29 ] |

## Classifiche
I punti vengono assegnati ai primi 10 classificati in ogni gara. Non vengono assegnati punti per la pole position o il giro più veloce.
| Posizione | 1° | 2° | 3° | 4° | 5° | 6° | 7° | 8° | 9° | 10° |
| Punti     | 25 | 18 | 15 | 12 | 10 | 8  | 6  | 4  | 2  | 1   |

### Classifica Piloti
| Pos | Pilota              | NOL | NOL | NOL | ROA | ROA | ROA | IMS | IMS | IMS | MOH | MOH | NJM | NJM | NJM | MOS | MOS | MOS | COT | COT | Punti |
| --- | ------------------- | --- | --- | --- | --- | --- | --- | --- | --- | --- | --- | --- | --- | --- | --- | --- | --- | --- | --- | --- | ----- |
| 1   | Patrick Woods-Toth  | 2   | 1   | 2   | 1   | 12† | Rit | 1   | 6   | 1   | 2   | 3   | 3   | 3   | 1   | 1   | 1   | 1   |     |     | 294.5 |
| 2   | Ryan Shehan         | 5   | 4   | 1   | 4   | 2   | 2   | 2   | 1   | 2   | 1   | 1   |     |     |     |     |     |     |     |     | 188   |
| 3   | Jett Bowling        | Rit | 5   | 5   | Rit | 6   | Rit | 4   | 2   | 3   | 3   | 5   | 4   | 4   | 3   | 3   | 3   | 2   | 2   | Rit | 186.5 |
| 4   | Titus Sherlock      | 4   | 11  | 4   | 2   | 1   | 1   | 12  | Rit | 6   | INF | INF | 1   | 2   | Rit | 2   | 2   | 9   | 1   | 6   | 185   |
| 5   | Nicolas Ambiado     | 3   | 10  | NP  | 3   | 4   | 7   | 5   | 9   | 7   | Rit | 2   | 2   | 1   | 2   |     |     |     | 8   | 4   | 154   |
| 6   | Nicole Havrda       | 7   | 6   | 12† | 5   | 3   | 3   | 8   | 3   | 4   | 6   | 6   | Rit | 7   | 8   | 7   | 5   | 6   | 7   | 3   | 139.5 |
| 7   | Hayden Bowlsbey     | 6   | 3   | Rit | 7   | 5   | 6   | Rit | 5   | 12† | 4   | 4   | 5   | 6   | 4   | 6   | 4   | 3   | 5   | 12  | 137   |
| 8   | Landan Matriano Lim | Rit | 13  | 7   | 10  | 8   | 5   | 7   | 11  | Rit | 7   | Rit | 6   | 5   | 5   | 4   | NP  | 4   | 10  | 8   | 84.5  |
| 9   | James Lawley        | 11  | 7   | 10  | 8   | 10  | 10  | Rit | Rit | 8   | 9   | 7   | 8   | 8   | 6   | 5   | 4   | 5   | 6   | 5   | 84.5  |
| 10  | Cole Kleck          | 1   | 2   | 3   |     |     |     |     |     |     |     |     |     |     |     |     |     |     | 3   | 7   | 71.5  |
| 11  | Justin Garat        | 8   | 8   | 6   | 6   | 7   | 4   | 6   | 7   | 11† | 5   | 9   | INF | INF | INF |     |     |     |     |     | 62    |
| 12  | Ricco Shlaimoun     | 9   | Rit | 8   | 11  | 9   | 8   | 9   | 8   | Rit | 8   | 8   | 7   | 9   | 7   | 10  | 6   | 7   | 9   | Rit | 54    |
| 13  | Theodor Jensen      |     |     |     |     |     |     |     | 3   | 4   | 5   |     |     |     |     |     |     |     |     |     | 32    |
| 14  | Bruno Ribeiro       |     |     |     |     |     |     |     |     |     |     |     |     |     |     |     |     |     | 4   | 1   | 31    |
| 15  | Kevin Janzen        | Rit | Rit | 9   | 9   | 11  | 9   | 11  | Rit | 9   | 10  | 10  |     |     |     | 8   | 7   | 8   | 12  | 13  | 22    |
| 16  | Brady Golan         |     |     |     |     |     |     |     |     |     |     |     |     |     |     |     |     |     | Rit | 2   | 18    |
| 17  | Anthony Autiello    | 10  | 9   | 11  |     |     |     | 10  | 10  | 10  |     |     |     |     |     | 9   | 8   | Rit | 13  | 11  | 11.5  |
| 18  | Jade Pollack        |     |     |     |     |     |     |     |     |     |     |     |     |     |     |     |     |     | Rit | 9   | 2     |
| 19  | Hailie Deegan       |     |     |     |     |     |     |     |     |     |     |     |     |     |     |     |     |     | 11  | 10  | 1     |
| 20  | Alex Benavitz       | Rit | Rit | NP  |     |     |     |     |     |     |     |     |     |     |     |     |     |     |     |     | 0     |
| Pos | Pilota              | NOL | NOL | NOL | ROA | ROA | ROA | IMS | IMS | IMS | MOH | MOH | NJM | NJM | NJM | MOS | MOS | MOS | COT | COT | Punti |